# Gannia sudana
Gannia sudana är en insektsart som beskrevs av Rauno E. Linnavuori och Al-ne'amy 1983. Gannia sudana ingår i släktet Gannia och familjen dvärgstritar. Inga underarter finns listade i Catalogue of Life.